# Anacardiaceae
Le Anacardiacee (Anacardiaceae R.Br., 1818) sono un'importante famiglia di angiosperme dicotiledoni appartenenti all'ordine delle Sapindali, diffuse soprattutto nei climi caldi.
Il genere che ha dato nome alla famiglia è Anacardium. Tra gli altri appartenenti a questa famiglia hanno importanza per l'economia umana soprattutto il mango e il pistacchio. Per scopi ornamentali vengono usati l'albero del pepe, il sommacco e qualche altra specie.

## Descrizione
Le Anacardiacee sono in grande maggioranza alberi o arbusti sempreverdi.
I fiori, relativamente piccoli e regolari, hanno da tre a cinque petali e sono raccolti in infiorescenze.
I frutti sono di tipo diverso secondo i generi, ma più comunemente sono drupe.

## Distribuzione e habitat
Le Anacardiacee sono rappresentate in tutti i continenti, Europa compresa, prevalentemente nei climi tropicali, ma anche in quelli temperati caldi.
In Italia sono presenti allo stato spontaneo i generi Schinus,Pistacia, Rhus e Cotinus.

## Tassonomia
La famiglia comprende i seguenti generi:
- Abrahamia Randrian. & Lowry
- Actinocheita F.Barkley
- Allospondias (Pierre) Stapf
- Amphipterygium Schiede ex Standl.
- Anacardium L.
- Androtium Stapf
- Antrocaryon Pierre
- Astronium Jacq.
- Attilaea E.Martínez & Ramos
- Baronia Baker
- Blepharocarya F.Muell.
- Bonetiella Rzed.
- Bouea Meisn.
- Buchanania Spreng.
- Campnosperma Thwaites
- Campylopetalum Forman
- Cardenasiodendron F.A.Barkley

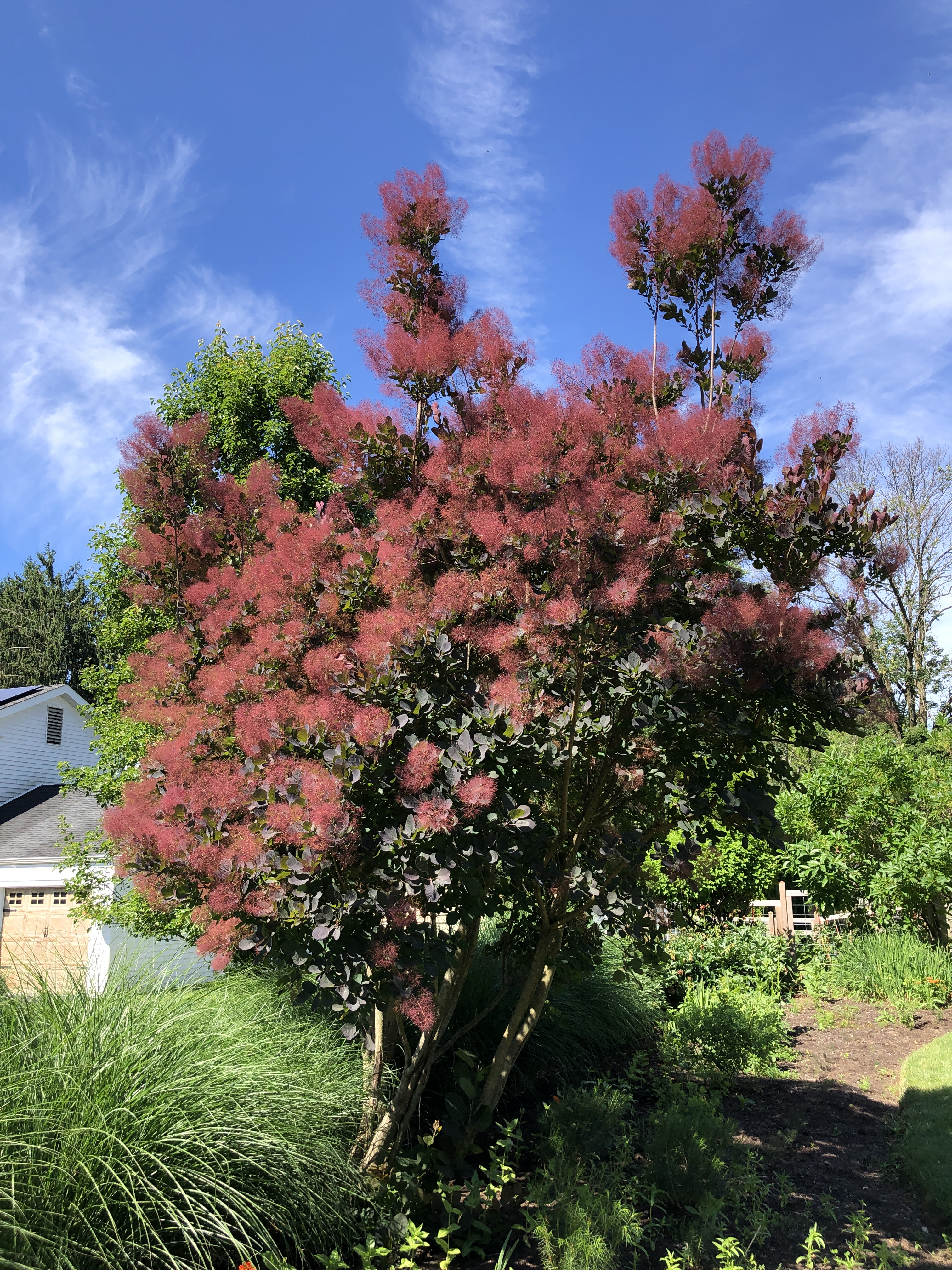
Cotinus coggygria

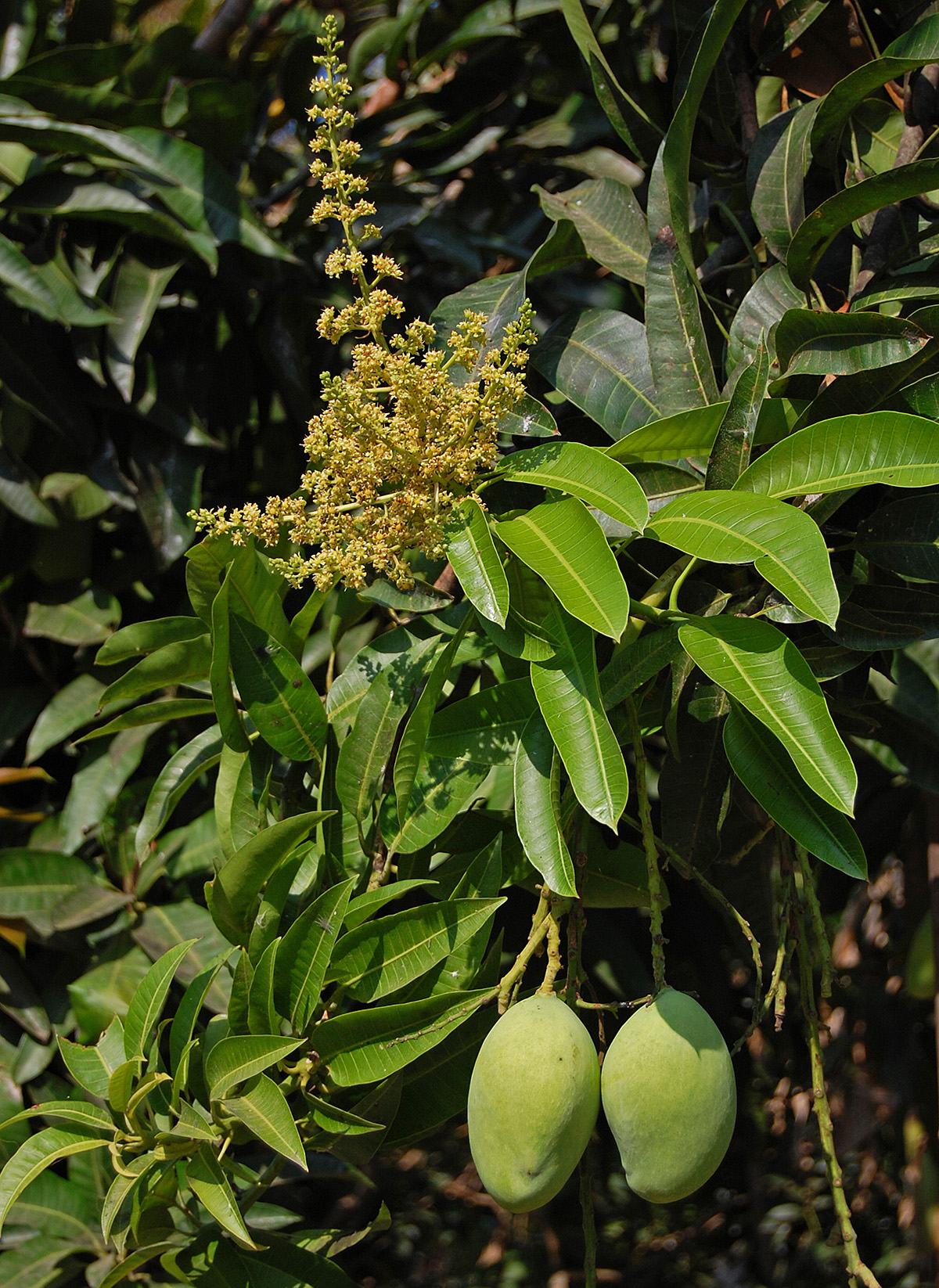
Mangifera indica

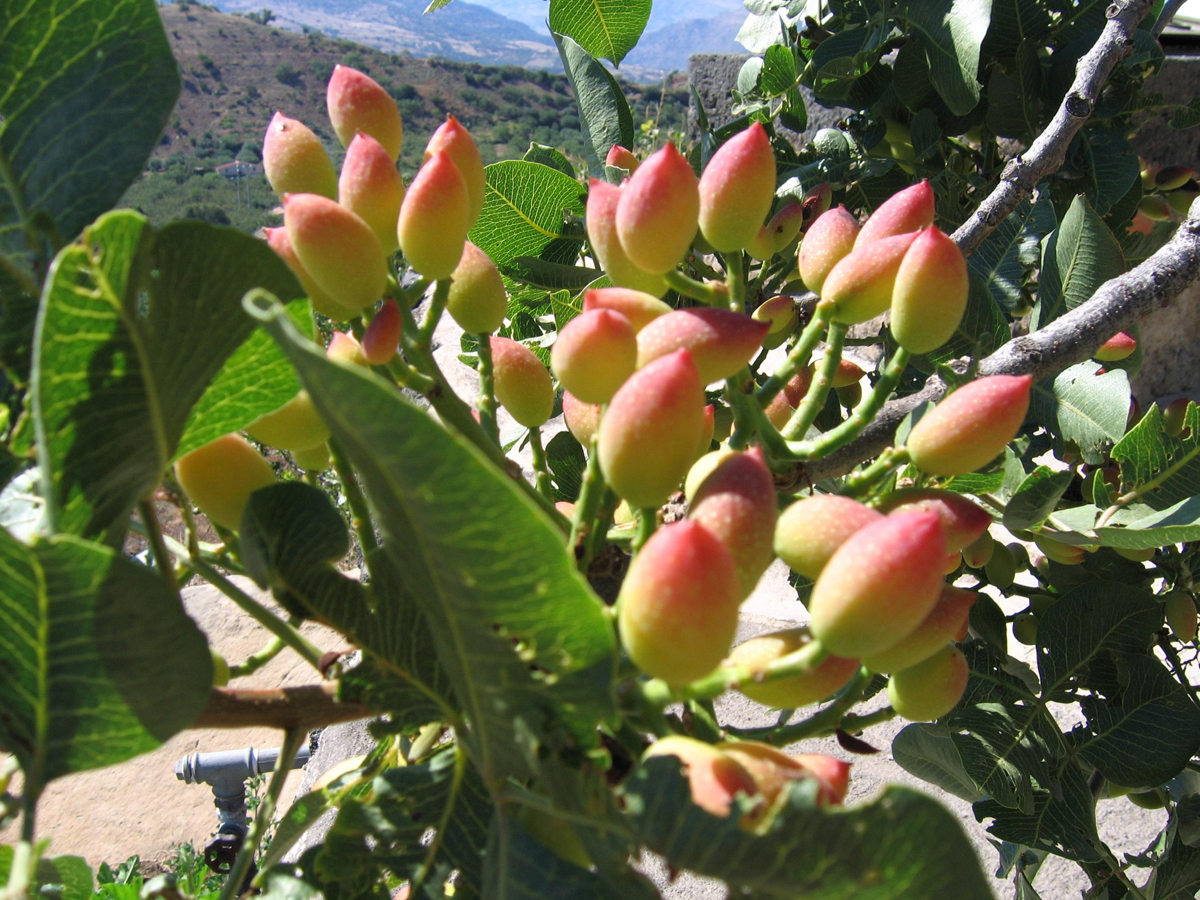
Pistacia vera

- Choerospondias B.L.Burtt & A.W.Hill
- Comocladia P.Browne
- Cotinus Mill.
- Cyrtocarpa Kunth
- Dobinea Buch.-Ham. ex D.Don
- Dracontomelon Blume
- Drimycarpus Hook.f.
- Euroschinus  Hook.f.
- Faguetia Marchand
- Fegimanra Pierre
- Gluta L.
- Haematostaphis Hook.f.
- Haplorhus Engl.
- Harpephyllum Bernh.
- Holigarna Buch.-Ham. ex Roxb.
- Koordersiodendron Engl. ex Koord.
- Lannea A.Rich.
- Laurophyllus Thunb.
- Lithrea Miers ex Hook. & Arn.
- Loxopterigium Hook.f.
- Loxostylis Spreng. ex Rchb.
- Malosma (Nutt.) Abrams
- Mangifera L.
- Mauria Kunth
- Melanochyla Hook.f.
- Metopium P.Browne
- Micronychia Oliv.
- Mosquitoxylum Krug & Urb.
- Myracrodruon Allemão
- Nothopegia Blume
- Ochoterenaea F.A.Barkley
- Operculicarya H.Perrier
- Orthopterygium Hemsl.
- Ozoroa Delile
- Pachycormus Coville ex Standl.
- Parishia Hook.f.
- Pegia Colebr.
- Pentaspadon Hook.f.
- Pistacia L.
- Pleiogynium Engl.
- Poupartia Comm. ex Juss.
- Poupartiopsis Capuron ex J.D.Mitch. & Daly
- Protorhus Engl.
- Pseudosmodingium Engl.
- Pseudospondias Engl.
- Rhodosphaera Engl.
- Rhus L.
- Schinopsis Engl.
- Schinus L.
- Sclerocarya Hochst.
- Searsia F.A.Barkley
- Semecarpus L.f.
- Smodingium E.Mey. ex Sond.
- Solenocarpus Wight & Arn.
- Sorindeia Thouars
- Spondias L.
- Swintonia Griff.
- Tapirira Aubl.
- Thyrsodium Salzm. ex Benth.
- Toxicodendron Mill.
- Trichoscypha Hook.f.